# Tallarol de Rüppell
El tallarol de Rüppell, anteriorment anomenat tallarol golanegre (Curruca ruppeli; syn: sylvia ruppeli) és una espècie d'ocell passeriforme de la família dels sílvids (Sylviidae). Habita matolls, sovint a zones rocoses de Grècia, Creta, illes de l'Egeu, oest i sud de Turquia, arribant fins al Líban. Passa l'hivern al nord d'Egipte i Líbia, el Sudan i Txad. El seu estat de conservació es considera de risc mínim.

## Taxonomia
Aquesta espècie estava classificada en el gènere Sylvia, però el Congrés Ornitològic Internacional, en la seva llista mundial d'ocells (versió 10.2, 2020) el transferí al gènere Curruca. Segons el Handook of the Birds of the World i la quarta versió de la BirdLife International Checklist of the birds of the world (Desembre 2019), aquest tàxon apareix classificat encara dins del gènere Sylvia.
El nom específic de Rüppell fa referència a Eduard Rüppell (1794-1884), zoòleg alemany que explorà el nord-est d'Àfrica i al Pròxim Orient.